# Drivanker
Et drivanker (nødanker) er en enhed, der slæbes efter et skib, redningsflåde eller andet søgående i vanskelige vejrsituationer.  
Ankeret er beregnet til at nedsætte farten for et fartøj i hårdt vejr, således det ikke får en mærkbar hastighedsforøgelse, når det glider nedad en dønning/ bølge, hvilket forhindrer fartøjet i at mase sig ind i den næste bølge, med forøget sikkerhed til følge, og samtidig forøger ankeret kontrollen med fartøjet ved at holde stævnen eller hækken op mod vindretningen.
Drivankret er konstrueret således, at det giver stor modstand, når det bliver trukket gennem vandet.
Ankeret kan være  traditionelt opbygget og  findes i nogle tilfælde som fast inventar om bord i et fartøj eller konstrueres i nødsituationer af tilfældige materialer, som findes på skibet.